# Ivan Moffat
Ivan Moffat (* 18. Februar 1918 in Havanna, Kuba; † 4. Juli 2002 in Los Angeles) war ein britischer Drehbuchautor.

## Leben
Ivan Moffat wurde 1918 als Sohn der britischen Schauspielerin und Dichterin Iris Tree und des US-amerikanischen Fotografen Curtis Moffat in Havanna geboren. Schon kurz darauf zog die Familie an den Fitzroy Square in London. Nach dem Besuch der Dartington Hall School in Totnes, Devon, studierte Moffat an der London School of Economics. Im Jahr 1938 kehrte Moffats Vater nach Amerika zurück. Wie dieser hielt sich Ivan Moffat gern in Künstlerkreisen auf. So lernte er unter anderem den Schriftsteller Dylan Thomas, Simone de Beauvoir und Jean-Paul Sartre kennen. Während des Zweiten Weltkriegs diente er in einer Einheit des United States Army Signal Corps, die militärische Operationen filmisch festhalten sollte. Zu dieser Zeit lernte er den Regisseur George Stevens kennen, der Dokumentationen über die Landung in der Normandie und über die Befreiung von Paris drehte. Nach dem Krieg ging Moffat nach Hollywood, wo ihn MGM als Drehbuchautor unter Vertrag nehmen wollte. Er lehnte das Angebot jedoch ab, als ihn Stevens unter seine Fittiche nahm und ihn Anfang der 1950er Jahre zum Co-Produzenten seiner Filme machte, darunter Ein Platz an der Sonne (1951) und Mein großer Freund Shane (1953). 
Für George Cukors Knotenpunkt Bhowani (1956) mit Ava Gardner und Stewart Granger in den Hauptrollen schrieb Moffat zusammen mit Sonya Levien sein erstes Drehbuch. Für das überaus erfolgreiche Filmepos Giganten mit Rock Hudson, Elizabeth Taylor und James Dean adaptierte Moffat zusammen mit Fred Guiol Edna Ferbers gleichnamigen Bestseller-Roman und erhielt dafür eine Nominierung für den Oscar. Nach seiner Beteiligung an Filmen mit eher mäßigem Erfolg, darunter die Fitzgerald-Verfilmung Zärtlich ist die Nacht  (1962), konnte Moffat mit dem Drehbuch für John Frankenheimers Schwarzer Sonntag (1977), das er mit Ernest Lehman und Kenneth Ross geschrieben hatte, einen weiteren Hit landen. 1985 verfasste er für den Fernsehfilm Florence Nightingale sein letztes Drehbuch.
In Paris hatte Moffat nach dem Krieg seine erste Frau, die Russin Natasha Sorokin, kennengelernt. Die Verbindung, aus der eine Tochter namens Lorna hervorging, hielt jedoch nur wenige Jahre. Als Bonvivant, als der er viel auf Reisen war, begegnete er 1956 in Venedig der verheirateten Schriftstellerin Caroline Blackwood. Einer mehrjährigen Affäre mit Blackwood entstammt seine Tochter Ivana Lowell. 1961 heiratete er Katharine Smith, die seinerzeit 28-jährige Tochter des 3. Viscount Hambledon, mit der er zwei Söhne, Jonathan und Patrick, hatte. Die Ehe endete 1972 ebenfalls in Scheidung. Moffat starb 2002 im Alter von 84 Jahren im Cedars-Sinai Medical Center an den Folgen eines Schlaganfalls. Sein Großvater war der Theatermanager und Schauspieler Herbert Beerbohm Tree, der die Royal Academy of Dramatic Art ins Leben rief.

## Filmografie (Auswahl)
- 1956: Knotenpunkt Bhowani (Bhowani Junction) – Regie: George Cukor
- 1956: Zwischen Himmel und Hölle (D-Day the Sixth of June) – Regie: Henry Koster
- 1956: Giganten (Giant) – Regie: George Stevens
- 1957: Der Knabe auf dem Delphin (Boy on a Dolphin) – Regie: Jean Negulesco
- 1957: Wo alle Straßen enden (The Wayward Bus) – Regie: Victor Vicas
- 1959: Sie kamen nach Cordura (They Came to Cordura) – Regie: Robert Rossen
- 1961: Zärtlich ist die Nacht (Tender Is the Night) – Regie: Henry King
- 1965: Kennwort „Schweres Wasser“ (The Heroes of Telemark) – Regie: Anthony Mann
- 1973: Hitler – Die letzten zehn Tage (Hitler: The Last Ten Days) – Regie: Ennio De Concini
- 1974: Colditz (TV-Serie, drei Folgen)
- 1977: Schwarzer Sonntag (Black Sunday) – Regie: John Frankenheimer
- 1982: Wenn er in die Hölle will, laß ihn gehen (The Challenge) – Regie: John Frankenheimer
- 1985: Florence Nightingale (TV-Film) – Regie: Daryl Duke

## Auszeichnungen
- 1957: Nominierung für den Oscar in der Kategorie Bestes adaptiertes Drehbuch für Giganten
- 1957: Nominierung für den Writers Guild of America Award für Giganten
- 1978: Nominierung für den Edgar Allan Poe Award für Schwarzer Sonntag